# Nomorhamphus rossi
Nomorhamphus rossi är en fiskart som beskrevs av Meisner 2001. Nomorhamphus rossi ingår i släktet Nomorhamphus och familjen Hemiramphidae. Inga underarter finns listade i Catalogue of Life.